# Harpa davidis
Harpa davidis, tên tiếng Anh: Madras harp, là một loài ốc biển, là động vật thân mềm chân bụng sống ở biển thuộc họ Harpidae, họ ốc đàn.

## Hình ảnh

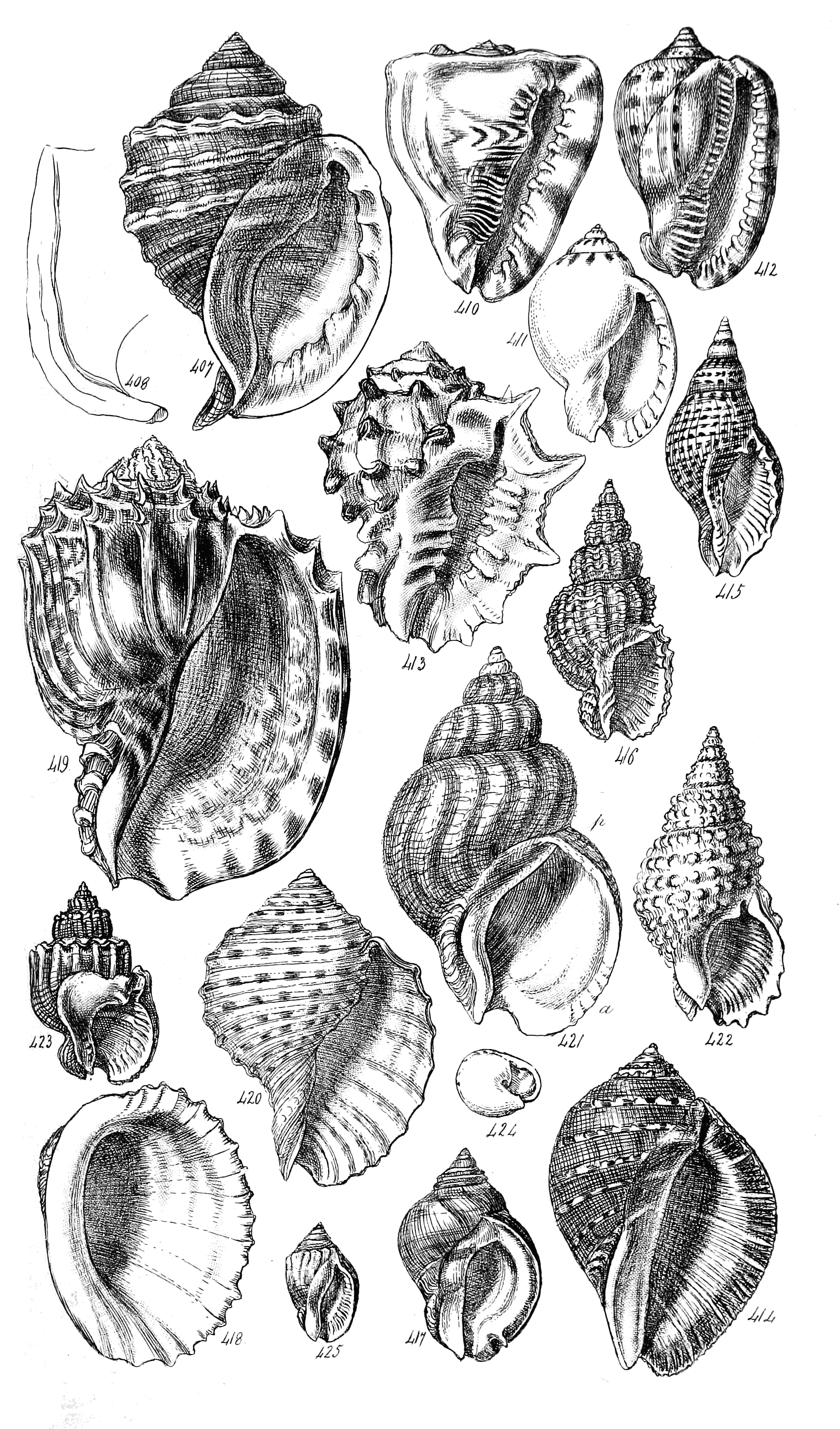